# ターナーズ・クロス (スタジアム)
ターナーズ・クロス (愛: Crosaire Tuirneir, 英: Turners Cross) は、アイルランド, コーク県コークのターナーズ・クロス(en)にあるスタジアム。
フットボール・アソシエーション・オブ・アイルランドとコーク・シティFCがホームスタジアムとして使用している（コークはリース契約）。
また、サッカーアイルランドU-21もホームとして使用中。収容人数は7,485人。